# Liste der Bodendenkmäler in Markt Einersheim
Auf dieser Seite sind die Bodendenkmäler in dem unterfränkischen Markt Markt Einersheim zusammengestellt. Diese Tabelle ist eine Teilliste der Liste der Bodendenkmäler in Bayern. Grundlage ist die Bayerische Denkmalliste, die auf Basis des Bayerischen Denkmalschutzgesetzes vom 1. Oktober 1973 erstmals erstellt wurde und seither durch das Bayerische Landesamt für Denkmalpflege geführt wird. Die folgenden Angaben ersetzen nicht die rechtsverbindliche Auskunft der Denkmalschutzbehörde.

## Bodendenkmäler in Markt Einersheim

### Bodendenkmäler in der Gemarkung Markt Einersheim
| Lage                        | Objekt | Akten-Nr.     | Bild |
| --------------------------- | --- | ------------- | ---- |
| Markt Einersheim (Standort) | Mittelalterliche und neuzeitliche Burgruine Speckfeld. | D-6-6327-0008 |      |
| Markt Einersheim (Standort) | Siedlung der jüngeren Latènezeit und Körpergräber der Merowingerzeit. | D-6-6327-0009 |      |
| Markt Einersheim (Standort) | Siedlung der Hallstattzeit und der Latènezeit sowie Körpergräber der Merowingerzeit und der frühen Karolingerzeit.                                                                                           | D-6-6327-0011 |      |
| Markt Einersheim (Standort) | Körpergräber der Hallstattzeit. | D-6-6327-0012 |      |
| Markt Einersheim (Standort) | Siedlung vor- und frühgeschichtlicher Zeitstellung. | D-6-6327-0110 |      |
| Markt Einersheim (Standort) | Siedlung vor- und frühgeschichtlicher Zeitstellung. | D-6-6327-0111 |      |
| Markt Einersheim (Standort) | Siedlung vor- und frühgeschichtlicher Zeitstellung. | D-6-6327-0112 |      |
| Markt Einersheim (Standort) | Siedlung vor- und frühgeschichtlicher Zeitstellung. | D-6-6327-0151 |      |
| Markt Einersheim (Standort) | Wüstung des frühen und hohen Mittelalters. | D-6-6327-0161 |      |
| Markt Einersheim (Standort) | Siedlung der Urnenfelderzeit. | D-6-6327-0211 |      |
| Markt Einersheim (Standort) | Körpergräber der Merowingerzeit. | D-6-6327-0212 |      |
| Markt Einersheim (Standort) | Archäologische Befunde des Mittelalters und der frühen Neuzeit im Bereich der Marktsiedlung von Markt Einersheim.                                                                                            | D-6-6327-0213 |      |
| Markt Einersheim (Standort) | Archäologische Befunde des Mittelalters und der frühen Neuzeit im Bereich der Marktbefestigung von Markt Einersheim.                                                                                         | D-6-6327-0214 |      |
| Markt Einersheim (Standort) | Archäologische Befunde des Mittelalters und der frühen Neuzeit im Bereich der Evangelisch-Lutherischen Pfarrkirche, ehemalige St. Matthäus, von Markt Einersheim sowie untertägige Bauteile der Kirchenburg. | D-6-6327-0215 |      |
| Markt Einersheim (Standort) | Siedlung der Hallstattzeit. | D-6-6327-0265 |      |
| Markt Einersheim (Standort) | Siedlung der Hallstattzeit. | D-6-6327-0266 |      |
| Markt Einersheim (Standort) | Bestattungsplatz mit Grabhügeln vorgeschichtlicher Zeitstellung. | D-6-6328-0015 |      |